# روبرت تريمبل
روبرت تريمبل هو محامي وقاضي وسياسي أمريكي، ولد في 17 نوفمبر 1776 في مقاطعة بيركلي في الولايات المتحدة، وتوفي في 25 أغسطس 1828 في باريس في الولايات المتحدة. نشط حزبياً في الحزب الجمهوري الديمقراطي. وقد انتخب معاون قاضي في المحكمة العليا للولايات المتحدة (9 مايو 1826 – 25 أغسطس 1828).